# 辺焄
辺 焄（ピョン・フン、朝鮮語: 변훈/邊焄、1926年5月23日 - 2000年8月29日）は、大韓民国の作曲家、外交官。元駐ポルトガル大韓民国大使代理。本貫は黄州辺氏。

## 経歴
日本統治時代の咸鏡南道咸興府（現・朝鮮民主主義人民共和国咸鏡南道咸興市）出身。咸興中学校、延禧専門学校、延世大学校政治外交学科卒。同校在学中に歌曲『ツツジの花』、『金の芝』を発表した。朝鮮戦争の影響により、大邱に避難中知り合った楊明文の作詞をもとに『明太』を作曲した。のちに外務部（現・外交部）に入省し、1952年よりアメリカ、日本、台湾、ブラジル、イギリス勤務を経て、駐サンフランシスコ総領事館副領事やパキスタン総領事を務めた。1981年5月からは駐ポルトガル代理大使を務め、その後に外交官を退職した。1979年には『招魂』を作曲した。他には『洛東江』『去っていく船』『漢江』『鼠』などを作曲した。
2000年8月29日午前10時にソウル市鐘路区のソウル大病院で死去、享年74。